# Адријан Хаслер
Адријан Хаслер (11. фебруар 1964. године у Вадуцу) политичар је из Лихтенштајна и бивши председник Владе Лихтенштајна. 
Хаслер је школовани економиста и био је шеф Националне полиције Лихтенштајна. Адријан Хаслер се оженио 28. маја 2003. године Гудруном Елкух (рођеном 5. септембра 1973) и имају два сина, Паскала и Луиса.

## Рана каријера
Адријан Хаслер је матуру, општу квалификацију за упис на универзитет, стекао 1984. године у лихтенштанској средњој школи у Вадуцу. Након тога, почео је да студира пословну администрацију са областима стручности у области финансија и рачуноводства на Универзитету Сенкт Гален, где је и дипломирао 1991. године. Након тога био је шеф контроле у пословном одељењу Thin Films of Blazers AG. Од 1996. године до 2004. године био је шеф Групе за финансије и заменик директора Verwaltungs- und Privat-Bank-e у Вадуцу. 
Изабран је 2001. године за посланика испред Странке напредних грађана (ФБП). У марту 2004. године поднео је оставку да би постао нови шеф Националне полиције Лихтенштајна. Дана 1. априла 2004. године, заменио је привременог шефа полиције Мартина Мејера. Марко Оспелт га је наследио као посланик у Парламенту. 
Године 2012. изабран је за кандидата ФБП-а за премијера на парламентарним изборима 2013. године. Странка је тада и победила на изборима.